# Deutsche Fechtmeisterschaften 1897
Die Deutschen Fechtmeisterschaften 1897 fanden in Berlin statt. Sie waren die ersten Deutschen Meisterschaften, die von dem im selben Jahr gegründeten Deutschen Fechterbund ausgetragen wurden, der sich bald darauf in Deutscher und Österreichischer Fechterbund umbenannte. Gefochten wurden nur Einzelmeisterschaften mit den Waffen Florett, Degen und Säbel.

## Hintergrund
Am 7. März 1897 wurde in Berlin von 29 Vereinen und 11 Einzelfechtern aus Deutschland und Österreich der Deutsche Fechterbund gegründet. Um eine Spaltung zu verhindern, wurde er schon im Oktober, am zweiten Fechtertag in Dresden, in Deutscher und Österreichischer Fechterbund umbenannt. Damit sollte die gleichberechtigte Mitgliedschaft Österreichs zum Ausdruck gebracht werden. Die ersten Titelkämpfe des neuen Verbandes fanden am 6. und 7. Juni 1897 in Berlin statt.

## Ergebnisse
Gefochten wurde mit dem Florett in fester und loser Mensur, leichtem Säbel (entspricht dem modernen Säbel des Sportfechtens), deutschem (schwerem) Säbel und Degen. Mannschaftswettbewerbe fanden nicht statt. In beiden Florettdisziplinen und mit dem Degen setzte sich Lingenberg durch. Wladislaw von Szalkowski gewann den Wettbewerb im deutschen Säbel. Mit dem leichten Säbel gewann der Wiener Richard Wimmer.

### Florett in loser Mensur
| Platz | Sportler   | Verein                                 |
| ----- | ---------- | -------------------------------------- |
| 1     | Lingenberg | Deutsch-Italienischer Fechtklub Berlin |
| 2     | La Racine  | Deutsch-Italienischer Fechtklub Berlin |
| 3     | Henke      | Wiener Neustadt                        |

### Florett in fester Mensur
| Platz | Sportler   | Verein                                 |
| ----- | ---------- | -------------------------------------- |
| 1     | J. Pridöhl | Deutsch-Italienischer Fechtklub Berlin |
| 2     | Lambert    | Fechtclub Hannover                     |
| 3     | Meß        | Hermannia Frankfurt                    |

### Leichter Säbel
| Platz | Sportler          | Verein          |
| ----- | ----------------- | --------------- |
| 1     | Richard Wimmer    | Haudegen Wien   |
| 2     | Henke             | Wiener Neustadt |
| 3     | Theodor Adamovits | Innsbruck       |

### Deutscher Säbel
| Platz | Sportler                 | Verein               |
| ----- | ------------------------ | -------------------- |
| 1     | Wladislaw von Szalkowski | ATV zu Berlin        |
| 2     | Rabe                     | Fechterriege Richter |
| 3     | Dr. Kiefer               | Berliner FC          |

### Degen
| Platz | Sportler     | Verein                                 |
| ----- | ------------ | -------------------------------------- |
| 1     | Lingenberg   | Deutsch-Italienischer Fechtklub Berlin |
| 2     | Edward Breck | Berliner FC                            |
| 3     | Henke        | Wiener Neustadt                        |